# Europees kampioenschap voetbal mannen onder 17 - 2019 (kwalificatie)
Het kwalificatietoernooi voor het Europees kampioenschap voetbal onder 17 voor mannen was een toernooi dat duurde van 27 september 2018 tot en met 1 april 2019. Dit toernooi zou bepalen welke 15 landen zich kwalificeerden voor het Europees kampioenschap voetbal mannen onder 17 van 2019.
Alle landen van de UEFA mochten meedoen aan dit toernooi. Spelers geboren op of na 1 januari 2002 mochten deelnemen. Het toernooi werd verdeeld over twee rondes. De eerste ronde werd de kwalificatieronde genoemd. Engeland en Duitsland hoefden hier niet aan mee te doen. De tweede ronde heet de Eliteronde.

## Gekwalificeerde landen
| Land        | Gekwalificeerd als          | Beste prestatie                 |
| ----------- | --------------------------- | ------------------------------- |
| Ierland     | Gastland                    | Kwartfinale (2017, 2018)        |
| Italië      | Eliteronde: winnaar groep 1 | Tweede (2013, 2018)             |
| Oostenrijk  | Eliteronde: tweede groep 1  | Derde (2003)                    |
| Nederland   | Eliteronde: winnaar groep 2 | Kampioen (2011, 2012, 2018)     |
| Tsjechië    | Eliteronde: tweede groep 2  | Tweede (2006)                   |
| Engeland    | Eliteronde: winnaar groep 3 | Kampioen (2010, 2014)           |
| IJsland     | Eliteronde: winnaar groep 4 | Groepsfase (2007, 2012)         |
| Duitsland   | Eliteronde: tweede groep 4  | Kampioen (2009)                 |
| Spanje      | Eliteronde: winnaar groep 5 | Kampioen (2007, 2008, 2017)     |
| Griekenland | Eliteronde: tweede groep 5  | Groepsfase (2010, 2015)         |
| Portugal    | Eliteronde: winnaar groep 6 | Kampioen (2003, 2016)           |
| Rusland     | Eliteronde: tweede groep 6  | Kampioen (2006, 2013)           |
| België      | Eliteronde: winnaar groep 7 | Halve finale (2007, 2015, 2018) |
| Hongarije   | Eliteronde: tweede groep 7  | Kwartfinale (2017)              |
| Frankrijk   | Eliteronde: winnaar groep 8 | Kampioen (2004, 2015)           |
| Zweden      | Eliteronde: tweede groep 8  | Halve finale (2013)             |

## Loting kwalificatieronde
De loting voor de kwalificatieronde werd gehouden op 6 december 2017 om 9:00 (UTC+1) op het UEFA-hoofdkantoor in Nyon, Zwitserland.
De landen werden verdeeld op basis van de coëfficiënten. De ranking werd berekend door te kijken naar de resultaten van de vorige toernooien:
- Europees kampioenschap voetbal mannen onder 17 van 2014 en kwalificatie.
- Europees kampioenschap voetbal mannen onder 17 van 2015 en kwalificatie.
- Europees kampioenschap voetbal mannen onder 17 van 2016 en kwalificatie.
- Europees kampioenschap voetbal mannen onder 17 van 2017 en kwalificatie.

In elke groep kwam een land uit iedere pot. Een aantal landen mocht, om politieke redenen, niet bij elkaar terecht komen. Dat gold voor Rusland en Oekraïne, Spanje en Gibraltar, Servië en Kosovo en Bosnië en Herzegovina en Kosovo.
| Team    | Coëfficiënt | ranking |
| ------- | ----------- | ------- |
| Ierland | 13.667      | —       |

| Team      | Coëfficiënt | ranking |
| --------- | ----------- | ------- |
| Engeland  | 27.667      | 1       |
| Duitsland | 25.333      | 2       |

| Team                  | Coëfficiënt | ranking |
| --------------------- | ----------- | ------- |
| Spanje                | 24.056      | 3       |
| Nederland             | 23.111      | 4       |
| Portugal              | 21.389      | 5       |
| Frankrijk             | 20.611      | 6       |
| Schotland             | 17.000      | 7       |
| Italië                | 15.000      | 8       |
| Rusland               | 14.944      | 9       |
| België                | 14.833      | 10      |
| Oostenrijk            | 14.167      | 11      |
| Turkije               | 13.556      | 12      |
| Servië                | 13.333      | 13      |
| Bosnië en Herzegovina | 12.111      | 14      |
| Tsjechië              | 11.778      | 15      |

| Team        | Coëfficiënt | ranking |
| ----------- | ----------- | ------- |
| Polen       | 11.667      | 16      |
| Kroatië     | 11.056      | 17      |
| Zweden      | 10.889      | 18      |
| Oekraïne    | 10.722      | 19      |
| Griekenland | 10.722      | 20      |
| Zwitserland | 10.667      | 21      |
| Israël      | 9.000       | 22      |
| Slovenië    | 8.444       | 23      |
| Slowakije   | 8.333       | 24      |
| Hongarije   | 8.278       | 25      |
| Noorwegen   | 7.500       | 26      |
| Wales       | 7.333       | 27      |
| Denemarken  | 7.222       | 28      |

| Team          | Coëfficiënt | ranking |
| ------------- | ----------- | ------- |
| IJsland       | 6.500       | 29      |
| Georgië       | 6.333       | 30      |
| Azerbeidzjan  | 6.333       | 31      |
| Wit-Rusland   | 6.167       | 32      |
| Roemenië      | 6.000       | 33      |
| Cyprus        | 5.667       | 34      |
| Finland       | 5.500       | 35      |
| Bulgarije     | 5.333       | 36      |
| Letland       | 4.500       | 37      |
| Faeröer       | 4.222       | 38      |
| Noord-Ierland | 4.167       | 39      |
| Montenegro    | 3.667       | 40      |
| Armenië       | 3.000       | 41      |

| Team            | Coëfficiënt | ranking |
| --------------- | ----------- | ------- |
| Albanië         | 3.000       | 42      |
| Noord-Macedonië | 3.000       | 43      |
| Estland         | 3.000       | 44      |
| Malta           | 3.000       | 45      |
| Litouwen        | 2.333       | 46      |
| Moldavië        | 2.000       | 47      |
| Luxemburg       | 1.667       | 48      |
| Kazachstan      | 1.000       | 49      |
| Liechtenstein   | 1.000       | 50      |
| San Marino      | 0.333       | 51      |
| Gibraltar       | 0.333       | 52      |
| Andorra         | 0.000       | 53      |
| Kosovo          | —           | 54      |

Vetgedrukte landen hebben zich uiteindelijk gekwalificeerd voor het hoofdtoernooi.

## Kwalificatieronde

### Groep 1
De wedstrijden werden gespeeld tussen 27 september en 3 oktober 2018 in Zweden.
| Pos | Team          | Wed | W | G | V | Ptn | DV | DT | +/− | Kwalificatie              |   | NED | SWE | MNE | LIE  |
| --- | ------------- | --- | - | - | - | --- | -- | -- | --- | ------------------------- | - | --- | --- | --- | ---- |
| 1   | Nederland     | 3   | 3 | 0 | 0 | 9   | 22 | 5  | +17 | Geplaatst voor eliteronde |   | —   | 6–4 | 6–0 | 10–1 |
| 2   | Zweden        | 3   | 2 | 0 | 1 | 6   | 11 | 6  | +5  | Geplaatst voor eliteronde |   | —   | —   | 2–0 | 5–0  |
| 3   | Montenegro    | 3   | 1 | 0 | 2 | 3   | 2  | 8  | −6  |                           |   | —   | —   | —   | 2–0  |
| 4   | Liechtenstein | 3   | 0 | 0 | 3 | 0   | 1  | 17 | −16 |                           | — | —   | —   | —   |      |

### Groep 2
De wedstrijden werden gespeeld tussen 10 en 16 oktober 2018 in Bosnië-Herzegovina.
| Pos | Team                  | Wed | W | G | V | Ptn | DV | DT | +/− | Kwalificatie              |   | UKR | ISL | BIH | GBR  |
| --- | --------------------- | --- | - | - | - | --- | -- | -- | --- | ------------------------- | - | --- | --- | --- | ---- |
| 1   | Oekraïne              | 3   | 2 | 1 | 0 | 7   | 16 | 4  | +12 | Geplaatst voor eliteronde |   | —   | 2–2 | 3–2 | 11–0 |
| 2   | IJsland               | 3   | 1 | 2 | 0 | 5   | 11 | 3  | +8  | Geplaatst voor eliteronde |   | —   | —   | 1–1 | 8–0  |
| 3   | Bosnië en Herzegovina | 3   | 1 | 1 | 1 | 4   | 11 | 4  | +7  |                           |   | —   | —   | —   | 8–0  |
| 4   | Gibraltar             | 3   | 0 | 0 | 3 | 0   | 0  | 27 | −27 |                           | — | —   | —   | —   |      |

### Groep 3
De wedstrijden werden gespeeld tussen 24 en 30 oktober 2018 in Slovenië.
| Pos | Team       | Wed | W | G | V | Ptn | DV | DT | +/− | Kwalificatie              |   | AUT | SLO | BUL | MLT |
| --- | ---------- | --- | - | - | - | --- | -- | -- | --- | ------------------------- | - | --- | --- | --- | --- |
| 1   | Oostenrijk | 3   | 2 | 1 | 0 | 7   | 10 | 2  | +8  | Geplaatst voor eliteronde |   | —   | 1–1 | 2–1 | 7–0 |
| 2   | Slovenië   | 3   | 2 | 1 | 0 | 7   | 4  | 2  | +2  | Geplaatst voor eliteronde |   | —   | —   | 1–0 | 2–1 |
| 3   | Bulgarije  | 3   | 1 | 0 | 2 | 3   | 4  | 4  | 0   |                           |   | —   | —   | —   | 3–1 |
| 4   | Malta      | 3   | 0 | 0 | 3 | 0   | 2  | 12 | −10 |                           | — | —   | —   | —   |     |

### Groep 4
De wedstrijden werden gespeeld tussen 20 en 26 oktober 2018 in Noord-Macedonië.
| Pos | Team            | Wed | W | G | V | Ptn | DV | DT | +/− | Kwalificatie              |   | ESP | ISR | MKD | FAR |
| --- | --------------- | --- | - | - | - | --- | -- | -- | --- | ------------------------- | - | --- | --- | --- | --- |
| 1   | Spanje          | 3   | 3 | 0 | 0 | 9   | 10 | 0  | +10 | Geplaatst voor eliteronde |   | —   | 3–0 | 1–0 | 6–0 |
| 2   | Israël          | 3   | 2 | 0 | 1 | 6   | 10 | 4  | +6  | Geplaatst voor eliteronde |   | —   | —   | 4–1 | 6–0 |
| 3   | Noord-Macedonië | 3   | 1 | 0 | 2 | 3   | 5  | 5  | 0   |                           |   | —   | —   | —   | 4–0 |
| 4   | Faeröer         | 3   | 0 | 0 | 3 | 0   | 0  | 16 | −16 |                           | — | —   | —   | —   |     |

### Groep 5
De wedstrijden werden gespeeld tussen 26 oktober en 1 november 2018 in Cyprus.
| Pos | Team        | Wed | W | G | V | Ptn | DV | DT | +/− | Kwalificatie              |  | KOS | SCO | SUI | CYP  |
| --- | ----------- | --- | - | - | - | --- | -- | -- | --- | ------------------------- |  | --- | --- | --- | ---- |
| 1   | Kosovo      | 3   | 2 | 0 | 1 | 6   | 3  | 2  | +1  | Geplaatst voor eliteronde |  | —   | 1–2 | 1–0 | 1–0  |
| 2   | Schotland   | 3   | 1 | 2 | 0 | 5   | 4  | 3  | +1  | Geplaatst voor eliteronde |  | —   | —   | 1–0 | 1–1  |
| 3   | Zwitserland | 3   | 1 | 1 | 1 | 4   | 4  | 2  | +2  | Geplaatst voor eliteronde |  | —   | —   | —   | 3−-0 |
| 4   | Cyprus      | 3   | 0 | 1 | 2 | 1   | 1  | 5  | −4  |                           |  | —   | —   | —   | —    |

### Groep 6
De wedstrijden werden gespeeld tussen 24 en 30 oktober 2018 in Denemarken.
| Pos | Team       | Wed | W | G | V | Ptn | DV | DT | +/− | Kwalificatie              |   | DEN | RUS | EST | GEO |
| --- | ---------- | --- | - | - | - | --- | -- | -- | --- | ------------------------- | - | --- | --- | --- | --- |
| 1   | Denemarken | 3   | 3 | 0 | 0 | 9   | 9  | 3  | +6  | Geplaatst voor eliteronde |   | —   | 1–0 | 5–2 | 3–1 |
| 2   | Rusland    | 3   | 2 | 0 | 1 | 6   | 13 | 2  | +11 | Geplaatst voor eliteronde |   | —   | —   | 6–0 | 7–1 |
| 3   | Estland    | 3   | 1 | 0 | 2 | 3   | 3  | 11 | −8  |                           |   | —   | —   | —   | 1–0 |
| 4   | Georgië    | 3   | 0 | 0 | 3 | 0   | 2  | 11 | −9  |                           | — | —   | —   | —   |     |

### Groep 7
De wedstrijden werden gespeeld tussen 25 en 31 oktober 2018 in Polen.
| Pos | Team      | Wed | W | G | V | Ptn | DV | DT | +/− | Kwalificatie              |   | FRA | POL | FIN | LUX |
| --- | --------- | --- | - | - | - | --- | -- | -- | --- | ------------------------- | - | --- | --- | --- | --- |
| 1   | Frankrijk | 3   | 3 | 0 | 0 | 9   | 9  | 2  | +7  | Geplaatst voor eliteronde |   | —   | 3–1 | 2–1 | 4–0 |
| 2   | Polen     | 3   | 2 | 0 | 1 | 6   | 10 | 7  | +3  | Geplaatst voor eliteronde |   | —   | —   | 2–1 | 7–3 |
| 3   | Finland   | 3   | 1 | 0 | 2 | 3   | 4  | 4  | 0   |                           |   | —   | —   | —   | 2–0 |
| 4   | Luxemburg | 3   | 0 | 0 | 3 | 0   | 3  | 13 | −10 |                           | — | —   | —   | —   |     |

### Groep 8
De wedstrijden werden gespeeld tussen 23 en 29 oktober 2018 in Albanië.
| Pos | Team         | Wed | W | G | V | Ptn | DV | DT | +/− | Kwalificatie              |   | CZE | NOR | ALB | AZE |
| --- | ------------ | --- | - | - | - | --- | -- | -- | --- | ------------------------- | - | --- | --- | --- | --- |
| 1   | Tsjechië     | 3   | 3 | 0 | 0 | 9   | 9  | 0  | +9  | Geplaatst voor eliteronde |   | —   | 1–0 | 6–0 | 2–0 |
| 2   | Noorwegen    | 3   | 2 | 0 | 1 | 6   | 7  | 3  | +4  | Geplaatst voor eliteronde |   | —   | —   | 3–1 | 4–1 |
| 3   | Albanië      | 3   | 1 | 0 | 2 | 3   | 2  | 9  | −7  |                           |   | —   | —   | —   | 1–0 |
| 4   | Azerbeidzjan | 3   | 0 | 0 | 3 | 0   | 1  | 7  | −6  |                           | — | —   | —   | —   |     |

### Groep 9
De wedstrijden werden gespeeld tussen 30 september en 6 oktober 2018 in Hongarije.
| Pos | Team      | Wed | W | G | V | Ptn | DV | DT | +/− | Kwalificatie              |   | HUN | ROU | SRB | LTU |
| --- | --------- | --- | - | - | - | --- | -- | -- | --- | ------------------------- | - | --- | --- | --- | --- |
| 1   | Hongarije | 3   | 2 | 1 | 0 | 7   | 4  | 0  | +4  | Geplaatst voor eliteronde |   | —   | 0–0 | 1–0 | 3–0 |
| 2   | Roemenië  | 3   | 1 | 2 | 0 | 5   | 6  | 2  | +4  | Geplaatst voor eliteronde |   | —   | —   | 2–2 | 4–0 |
| 3   | Servië    | 3   | 1 | 1 | 1 | 4   | 4  | 4  | 0   |                           |   | —   | —   | —   | 2–1 |
| 4   | Litouwen  | 3   | 0 | 0 | 3 | 0   | 1  | 9  | −8  |                           | — | —   | —   | —   |     |

### Groep 10
De wedstrijden werden gespeeld tussen 25 en 30 oktober 2018 in Turkije.
| Pos | Team          | Wed | W | G | V | Ptn | DV | DT | +/− | Kwalificatie              |   | SVK | NIR | TUR | SMR |
| --- | ------------- | --- | - | - | - | --- | -- | -- | --- | ------------------------- | - | --- | --- | --- | --- |
| 1   | Slowakije     | 3   | 3 | 0 | 0 | 9   | 12 | 0  | +12 | Geplaatst voor eliteronde |   | —   | 1–0 | 3–0 | 8–0 |
| 2   | Noord-Ierland | 3   | 1 | 1 | 1 | 4   | 7  | 2  | +5  | Geplaatst voor eliteronde |   | —   | —   | 1–1 | 6–0 |
| 3   | Turkije       | 3   | 1 | 1 | 1 | 4   | 7  | 4  | +3  |                           |   | —   | —   | —   | 6–0 |
| 4   | San Marino    | 3   | 0 | 0 | 3 | 0   | 0  | 20 | −20 |                           | — | —   | —   | —   |     |

### Groep 11
De wedstrijden werden gespeeld tussen 10 en 16 oktober 2018 in Portugal.
| Pos | Team        | Wed | W | G | V | Ptn | DV | DT | +/− | Kwalificatie              |   | POR | BLR | KAZ  | WAL |
| --- | ----------- | --- | - | - | - | --- | -- | -- | --- | ------------------------- | - | --- | --- | ---- | --- |
| 1   | Portugal    | 3   | 3 | 0 | 0 | 9   | 18 | 1  | +17 | Geplaatst voor eliteronde |   | —   | 3–0 | 10–0 | 5–1 |
| 2   | Wit-Rusland | 3   | 1 | 1 | 1 | 4   | 4  | 6  | −2  | Geplaatst voor eliteronde |   | —   | —   | 2–1  | 2–2 |
| 3   | Kazachstan  | 3   | 1 | 0 | 2 | 3   | 2  | 12 | −10 |                           |   | —   | —   | —    | 1–0 |
| 4   | Wales       | 3   | 0 | 1 | 2 | 1   | 3  | 8  | −5  |                           | — | —   | —   | —    |     |

### Groep 12
De wedstrijden werden gespeeld tussen 25 en 31 oktober 2018 in Moldavië.
| Pos | Team        | Wed | W | G | V | Ptn | DV | DT | +/− | Kwalificatie              |   | BEL | GRE | LAT | MDA |
| --- | ----------- | --- | - | - | - | --- | -- | -- | --- | ------------------------- | - | --- | --- | --- | --- |
| 1   | België      | 3   | 3 | 0 | 0 | 9   | 9  | 0  | +9  | Geplaatst voor eliteronde |   | —   | 3–0 | 5–0 | 1–0 |
| 2   | Griekenland | 3   | 1 | 1 | 1 | 4   | 2  | 4  | −2  | Geplaatst voor eliteronde |   | —   | —   | 1–1 | 1–0 |
| 3   | Letland     | 3   | 0 | 2 | 1 | 2   | 3  | 8  | −5  |                           |   | —   | —   | —   | 2–2 |
| 4   | Moldavië    | 3   | 0 | 1 | 2 | 1   | 2  | 4  | −2  |                           | — | —   | —   | —   |     |

### Groep 13
De wedstrijden werden gespeeld tussen 27 oktober en 2 november 2018 in Kroatië.
| Pos | Team    | Wed | W | G | V | Ptn | DV | DT | +/− | Kwalificatie              |   | ITA | CRO | AND | ARM |
| --- | ------- | --- | - | - | - | --- | -- | -- | --- | ------------------------- | - | --- | --- | --- | --- |
| 1   | Italië  | 3   | 3 | 0 | 0 | 9   | 13 | 0  | +13 | Geplaatst voor eliteronde |   | —   | 3–0 | 7–0 | 3–0 |
| 2   | Kroatië | 3   | 2 | 0 | 1 | 6   | 6  | 3  | +3  | Geplaatst voor eliteronde |   | —   | —   | 3–0 | 3–0 |
| 3   | Andorra | 3   | 1 | 0 | 2 | 3   | 3  | 10 | −7  |                           |   | —   | —   | —   | 3–0 |
| 4   | Armenië | 3   | 0 | 0 | 3 | 0   | 0  | 9  | −9  |                           | — | —   | —   | —   |     |

### Ranking nummers 3
Om te bepalen welke landen, die derde waren geworden, mochten aansluiten bij de eliteronde werd een rangschikking gemaakt van de nummers 3 uit iedere groep. De bovenste vier landen kwalificeerden zich. Alleen de resultaten tegen de landen die 1 en 2 waren geworden telden mee.
| Pos | Team                  | Wed | W | G | V | Ptn | DV | DT | +/− | Kwalificatie |
| --- | --------------------- | --- | - | - | - | --- | -- | -- | --- | ------------ |
| 1   | Bosnië en Herzegovina | 2   | 0 | 1 | 1 | 1   | 3  | 4  | −1  | Eliteronde   |
| 2   | Servië                | 2   | 0 | 1 | 1 | 1   | 2  | 3  | −1  | Eliteronde   |
| 3   | Zwitserland           | 2   | 0 | 1 | 1 | 1   | 1  | 2  | −1  | Eliteronde   |
| 4   | Turkije               | 2   | 0 | 1 | 1 | 1   | 1  | 4  | −3  | Eliteronde   |
| 5   | Letland               | 2   | 0 | 1 | 1 | 1   | 1  | 6  | −5  |              |
| 6   | Finland               | 2   | 0 | 0 | 2 | 0   | 2  | 4  | −2  |              |
| 7   | Bulgarije             | 2   | 0 | 0 | 2 | 0   | 1  | 3  | −2  |              |
| 8   | Noord-Macedonië       | 2   | 0 | 0 | 2 | 0   | 1  | 5  | −4  |              |
| 9   | Albanië               | 2   | 0 | 0 | 2 | 0   | 1  | 9  | −8  |              |
| 10  | Montenegro            | 2   | 0 | 0 | 2 | 0   | 0  | 8  | −8  |              |
| 11  | Estland               | 2   | 0 | 0 | 2 | 0   | 2  | 11 | −9  |              |
| 12  | Andorra               | 2   | 0 | 0 | 2 | 0   | 0  | 10 | −10 |              |
| 13  | Kazachstan            | 2   | 0 | 0 | 2 | 0   | 1  | 12 | −11 |              |

## Loting eliteronde
De loting voor de eliteronde werd gehouden op 6 december 2018, om 11:45 (UTC+1) op het UEFA-hoofdkantoor in Nyon, Zwitserland.
De landen werden verdeeld op basis van de resultaten in de kwalificatieronde. De landen die automatisch waren gekwalificeerd werden automatisch in Pot A gezet. Bij de loting werd uit iedere pot een land genomen. Landen die in de kwalificatieronde uit dezelfde groep kwamen en nummer 1 en 2 waren geworden konden in deze ronde niet weer tegen elkaar uitkomen. Om politieke redenen mocht Kosovo niet in een groep terecht komen met Servië of Bosnie-Herzegovina.
| Pos | Team                      | Wed | W | G | V | Ptn | DV | DT | +/− | Seeding |
| --- | ------------------------- | --- | - | - | - | --- | -- | -- | --- | ------- |
| 1   | Engeland                  | 0   | 0 | 0 | 0 | 0   | 0  | 0  | 0   | Pot A   |
| 2   | Duitsland                 | 0   | 0 | 0 | 0 | 0   | 0  | 0  | 0   | Pot A   |
| 3   | Nederland                 | 3   | 3 | 0 | 0 | 9   | 22 | 5  | +17 | Pot A   |
| 4   | Portugal                  | 3   | 3 | 0 | 0 | 9   | 18 | 1  | +17 | Pot A   |
| 5   | Italië                    | 3   | 3 | 0 | 0 | 9   | 13 | 0  | +13 | Pot A   |
| 6   | Slowakije                 | 3   | 3 | 0 | 0 | 9   | 12 | 0  | +12 | Pot A   |
| 7   | Spanje                    | 3   | 3 | 0 | 0 | 9   | 10 | 0  | +10 | Pot A   |
| 8   | België                    | 3   | 3 | 0 | 0 | 9   | 9  | 0  | +9  | Pot A   |
| 9   | Tsjechië                  | 3   | 3 | 0 | 0 | 9   | 9  | 0  | +9  | Pot B   |
| 10  | Frankrijk                 | 3   | 3 | 0 | 0 | 9   | 9  | 2  | +7  | Pot B   |
| 11  | Denemarken                | 3   | 3 | 0 | 0 | 9   | 9  | 3  | +6  | Pot B   |
| 12  | Oekraïne                  | 3   | 2 | 1 | 0 | 7   | 16 | 4  | +12 | Pot B   |
| 13  | Oostenrijk                | 3   | 2 | 1 | 0 | 7   | 10 | 2  | +8  | Pot B   |
| 14  | Hongarije                 | 3   | 2 | 1 | 0 | 7   | 4  | 0  | +4  | Pot B   |
| 15  | Slovenië                  | 3   | 2 | 1 | 0 | 7   | 4  | 2  | +2  | Pot B   |
| 16  | Rusland                   | 3   | 2 | 0 | 1 | 6   | 13 | 2  | +11 | Pot B   |
| 17  | Israël                    | 3   | 2 | 0 | 1 | 6   | 10 | 4  | +6  | Pot C   |
| 18  | Zweden                    | 3   | 2 | 0 | 1 | 6   | 11 | 6  | +5  | Pot C   |
| 19  | Noorwegen                 | 3   | 2 | 0 | 1 | 6   | 7  | 3  | +4  | Pot C   |
| 20  | Polen                     | 3   | 2 | 0 | 1 | 6   | 10 | 7  | +3  | Pot C   |
| 21  | Kroatië                   | 3   | 2 | 0 | 1 | 6   | 6  | 3  | +3  | Pot C   |
| 22  | Kosovo                    | 3   | 2 | 0 | 1 | 6   | 3  | 2  | +1  | Pot C   |
| 23  | IJsland                   | 3   | 1 | 2 | 0 | 5   | 11 | 3  | +8  | Pot C   |
| 24  | Roemenië                  | 3   | 1 | 2 | 0 | 5   | 6  | 2  | +4  | Pot C   |
| 25  | Schotland                 | 3   | 1 | 2 | 0 | 5   | 4  | 3  | +1  | Pot D   |
| 26  | Bosnië en Herzegovina (Y) | 3   | 1 | 1 | 1 | 4   | 11 | 4  | +7  | Pot D   |
| 27  | Noord-Ierland             | 3   | 1 | 1 | 1 | 4   | 7  | 2  | +5  | Pot D   |
| 28  | Turkije (Y)               | 3   | 1 | 1 | 1 | 4   | 7  | 4  | +3  | Pot D   |
| 29  | Zwitserland (Y)           | 3   | 1 | 1 | 1 | 4   | 4  | 2  | +2  | Pot D   |
| 30  | Servië (Y)                | 3   | 1 | 1 | 1 | 4   | 4  | 4  | 0   | Pot D   |
| 31  | Wit-Rusland               | 3   | 1 | 1 | 1 | 4   | 4  | 6  | −2  | Pot D   |
| 32  | Griekenland               | 3   | 1 | 1 | 1 | 4   | 2  | 4  | −2  | Pot D   |

1. 1 2  disciplinaire punten: België 0, Tsjechië 2.

## Eliteronde

### Groep 1
De wedstrijden werden gespeeld tussen 20 en 26 maart 2019 in Turkije.
| Pos | Team       | Wed | W | G | V | Ptn | DV | DT | +/− | Kwalificatie                      |   | ITA | AUT | ROU | TUR |
| --- | ---------- | --- | - | - | - | --- | -- | -- | --- | --------------------------------- | - | --- | --- | --- | --- |
| 1   | Italië     | 3   | 3 | 0 | 0 | 9   | 9  | 1  | +8  | Geplaatst voor het hoofdtoernooi. |   | —   | 4–1 | 3–0 | 0–0 |
| 2   | Oostenrijk | 3   | 1 | 1 | 1 | 4   | 6  | 5  | +1  | Geplaatst voor het hoofdtoernooi. |   | —   | —   | 5–1 | 0–0 |
| 3   | Roemenië   | 3   | 1 | 0 | 2 | 3   | 4  | 9  | −5  |                                   |   | —   | —   | —   | 3–1 |
| 4   | Turkije    | 3   | 0 | 1 | 2 | 1   | 1  | 5  | −4  |                                   | — | —   | —   | —   |     |

### Groep 2
De wedstrijden werden gespeeld tussen 20 en 26 maart 2019 in Nederland.
| Pos | Team          | Wed | W | G | V | Ptn | DV | DT | +/− | Kwalificatie                      |   | NED | CZE | ISR | NIR |
| --- | ------------- | --- | - | - | - | --- | -- | -- | --- | --------------------------------- | - | --- | --- | --- | --- |
| 1   | Nederland     | 3   | 3 | 0 | 0 | 9   | 12 | 2  | +10 | Geplaatst voor het hoofdtoernooi. |   | —   | 5–2 | 2–0 | 5–0 |
| 2   | Tsjechië      | 3   | 2 | 0 | 1 | 6   | 5  | 5  | 0   | Geplaatst voor het hoofdtoernooi. |   | —   | —   | 1–0 | 2–0 |
| 3   | Israël        | 3   | 0 | 1 | 2 | 1   | 0  | 3  | −3  |                                   |   | —   | —   | —   | 0–0 |
| 4   | Noord-Ierland | 3   | 0 | 1 | 2 | 1   | 0  | 7  | −7  |                                   | — | —   | —   | —   |     |

### Groep 3
De wedstrijden werden gespeeld tussen 21 en 27 maart 2019 in Denemarken.
| Pos | Team        | Wed | W | G | V | Ptn | DV | DT | +/− | Kwalificatie                      |   | ENG | CRO | DEN | SUI |
| --- | ----------- | --- | - | - | - | --- | -- | -- | --- | --------------------------------- | - | --- | --- | --- | --- |
| 1   | Engeland    | 3   | 2 | 1 | 0 | 7   | 8  | 4  | +4  | Geplaatst voor het hoofdtoernooi. |   | —   | 0–0 | 3–2 | 5–2 |
| 2   | Kroatië     | 3   | 1 | 2 | 0 | 5   | 4  | 3  | +1  | Geplaatst voor het hoofdtoernooi. |   | —   | —   | 3–2 | 3–2 |
| 3   | Denemarken  | 3   | 0 | 2 | 1 | 2   | 4  | 7  | −3  |                                   |   | —   | —   | —   | 1–1 |
| 4   | Zwitserland | 3   | 0 | 1 | 2 | 1   | 5  | 7  | −2  |                                   | — | —   | —   | —   |     |

### Groep 4
De wedstrijden werden gespeeld tussen 20 en 26 maart 2019 in Duitsland.
| Pos | Team        | Wed | W | G | V | Ptn | DV | DT | +/− | Kwalificatie                      |   | ISL | GER | BLR | SLO |
| --- | ----------- | --- | - | - | - | --- | -- | -- | --- | --------------------------------- | - | --- | --- | --- | --- |
| 1   | IJsland     | 3   | 2 | 1 | 0 | 7   | 9  | 5  | +4  | Geplaatst voor het hoofdtoernooi. |   | —   | 3–3 | 4–1 | 2–1 |
| 2   | Duitsland   | 3   | 1 | 2 | 0 | 5   | 5  | 4  | +1  | Geplaatst voor het hoofdtoernooi. |   | —   | —   | 1–1 | 1–0 |
| 3   | Wit-Rusland | 3   | 0 | 2 | 1 | 2   | 3  | 6  | −3  |                                   |   | —   | —   | —   | 1–1 |
| 4   | Slovenië    | 3   | 0 | 1 | 2 | 1   | 2  | 4  | −2  |                                   | — | —   | —   | —   |     |

### Groep 5
De wedstrijden werden gespeeld tussen 25 en 31 maart 2019 in Zwitserland.
| Pos | Team        | Wed | W | G | V | Ptn | DV | DT | +/− | Kwalificatie                      |   | ESP | GRE | UKR | KOS |
| --- | ----------- | --- | - | - | - | --- | -- | -- | --- | --------------------------------- | - | --- | --- | --- | --- |
| 1   | Spanje      | 3   | 3 | 0 | 0 | 9   | 4  | 0  | +4  | Geplaatst voor het hoofdtoernooi. |   | —   | 2–0 | 1–0 | 1–0 |
| 2   | Griekenland | 3   | 2 | 0 | 1 | 6   | 3  | 2  | +1  | Geplaatst voor het hoofdtoernooi. |   | —   | —   | 1–0 | 2–0 |
| 3   | Oekraïne    | 3   | 1 | 0 | 2 | 3   | 2  | 2  | 0   |                                   |   | —   | —   | —   | 2–0 |
| 4   | Kosovo      | 3   | 0 | 0 | 3 | 0   | 0  | 5  | −5  |                                   | — | —   | —   | —   |     |

### Groep 6
De wedstrijden werden gespeeld tussen 20 en 26 maart 2019 in Schotland.
| Pos | Team      | Wed | W | G | V | Ptn | DV | DT | +/− | Kwalificatie                      |   | POR | RUS | POL | SCO |
| --- | --------- | --- | - | - | - | --- | -- | -- | --- | --------------------------------- | - | --- | --- | --- | --- |
| 1   | Portugal  | 3   | 3 | 0 | 0 | 9   | 6  | 2  | +4  | Geplaatst voor het hoofdtoernooi. |   | —   | 2–1 | 2–1 | 2–0 |
| 2   | Rusland   | 3   | 2 | 0 | 1 | 6   | 7  | 4  | +3  | Geplaatst voor het hoofdtoernooi. |   | —   | —   | 3–2 | 3–0 |
| 3   | Polen     | 3   | 0 | 1 | 2 | 1   | 4  | 6  | −2  |                                   |   | —   | —   | —   | 1–1 |
| 4   | Schotland | 3   | 0 | 1 | 2 | 1   | 1  | 6  | −5  |                                   | — | —   | —   | —   |     |

### Groep 7
De wedstrijden werden gespeeld tussen 26 maart en 1 april 2019 in Hongarije.
| Pos | Team                  | Wed | W | G | V | Ptn | DV | DT | +/− | Kwalificatie                      |   | BEL | HUN | NOR | BIH |
| --- | --------------------- | --- | - | - | - | --- | -- | -- | --- | --------------------------------- | - | --- | --- | --- | --- |
| 1   | België                | 3   | 3 | 0 | 0 | 9   | 8  | 2  | +6  | Geplaatst voor het hoofdtoernooi. |   | —   | 4–2 | 3–0 | 1–0 |
| 2   | Hongarije             | 3   | 2 | 0 | 1 | 6   | 4  | 4  | 0   | Geplaatst voor het hoofdtoernooi. |   | —   | —   | 1–0 | 1–0 |
| 3   | Noorwegen             | 3   | 1 | 0 | 2 | 3   | 2  | 5  | −3  |                                   |   | —   | —   | —   | 2–1 |
| 4   | Bosnië en Herzegovina | 3   | 0 | 0 | 3 | 0   | 1  | 4  | −3  |                                   | — | —   | —   | —   |     |

### Groep 8
De wedstrijden werden gespeeld tussen 26 maart en 1 april 2019 in Servië.
| Pos | Team      | Wed | W | G | V | Ptn | DV | DT | +/− | Kwalificatie                      |   | FRA | SWE | SRB | SVK |
| --- | --------- | --- | - | - | - | --- | -- | -- | --- | --------------------------------- | - | --- | --- | --- | --- |
| 1   | Frankrijk | 3   | 3 | 0 | 0 | 9   | 6  | 0  | +6  | Geplaatst voor het hoofdtoernooi. |   | —   | 2–0 | 1–0 | 3–0 |
| 2   | Zweden    | 3   | 1 | 1 | 1 | 4   | 2  | 3  | −1  | Geplaatst voor het hoofdtoernooi. |   | —   | —   | 2–1 | 0–0 |
| 3   | Servië    | 3   | 1 | 0 | 2 | 3   | 4  | 4  | 0   |                                   |   | —   | —   | —   | 3–1 |
| 4   | Slowakije | 3   | 0 | 1 | 2 | 1   | 1  | 6  | −5  |                                   | — | —   | —   | —   |     |

Jeugd-EK's: onder 21 · onder 19       Jeugd-WK's: onder 20 · onder 17